# يولاندا ريوس
يولاندا ريوس (بالإسبانية: Yolanda Ríos) هي مقدمة تلفزيونية إسبانية، ولدت في 12 ديسمبر 1951 في كاراكاس في فنزويلا، وتوفيت في 26 أبريل 2012 في مدريد في إسبانيا.

## وصلات خارجية
- يولاندا ريوس على موقع IMDb (الإنجليزية)
- يولاندا ريوس على موقع قاعدة بيانات الفيلم (الإنجليزية)